# 悪魔のささやき (トムとジェリー)
『悪魔のささやき』 （Sufferin' Cats、1943年1月16日）は、「トムとジェリー」の短編作品のひとつ。日本においてはパブリックドメインである。

## スタッフ
- 監督 - ウィリアム・ハンナ　ジョセフ・バーベラ
- 製作 - フレッド・クインビー (初公開版ではクレジット無し)
- 作画 - ケネス・ミューズ　ピーター・バーネス　ジョージ・ゴードン　ジャック・ザンダー (初公開版では全員クレジット無し)
- 音楽 - スコット・ブラッドリー (初公開版ではクレジット無し)

## 作品内容
トムに捕まってしまったジェリーは、尾に釣り糸を付けられ「ネズミ釣り」のオモチャにされてしまう。ジェリーは隙を見て逃げ出すが、その先でトムの悪友・フランキーに出くわす。ネズミを追うのが生き甲斐なネコが2匹に増えてしまったジェリーだが、双方へ媚びた芝居をするなどして上手くやり過ごす。そんなジェリーを巡ってトムとフランキーもあの手この手で互いを出し抜く。
こうして三つ巴のドタバタを繰り広げるうちにジェリーはとうとう捕まってしまう。ジェリーを半分ずつに分断して食べようと話し合うトムとフランキー。フランキーがジェリーを押さえ付け、トムが斧でジェリーを半分に断ち切ろうという時に、トムの脳裏に現れた悪魔がささやく。
| 「 | あんな奴に半分やる意味があるのか？その斧をあいつの頭に振り下ろせば、このネズミは全てお前のものだ。さあ早く。 | 」 |

一度は躊躇したものの、再度悪魔に唆されついに決行したトム。しかし斧の刃が柄から抜け落ちてしまい失敗に終わる。これが原因で大喧嘩になり、騒ぎの中2匹とも庭先の扉に体を突っ込んでしまい、身動きが取れなくなる。
トム達と一体化した扉には「MAKE ALL DELIVERIES IN REAR(お届け物は後ろへ)」の字が。板を持ったジェリーによって交互に「後ろ」を打ち据えられるトムとフランキーだった。

## 登場キャラクター
トム
フランキーとジェリーの取り合いになるが、やがてフランキーと協力してジェリーを捕まえ斧で斬ろうとする。悪魔に説得され先にフランキーを殺そうとするも失敗し、フランキーと大喧嘩。最後は2匹共に門扉に突っ込んで万事休すとなり、ジェリーから板で尻を叩かれた。
ジェリー
自身を弄ぶトムから隙を見て逃げるがフランキーに捕まってしまう。最後は2匹が門扉に突っ込み動けなくなったのを見て、トムとフランキーの尻を板で叩く仕返しでとどめを刺した。
フランキー
トムのもう1匹の悪友で、茶色の毛をした猫。トムとの間でジェリー争奪戦を展開するが、最後はトム共々門扉に突っ込んでしまい、ジェリーに板で尻を叩かれた。
悪魔
斧でジェリーを断ち切ろうとしていたトムに「フランキーの頭めがけて斧を振り下ろす」よう指南した。

## その他
本作に登場する、茶色い毛並みに赤い髪を生やしたトムの悪友の名前は一部の翻訳ではフランキーと呼ばれていた。フランキーは『トムとジェリー ショー』にも登場しており、こちらは「ミートヘッド」という名前となっている。
本作品の1949年再公開版のエンドクレジットで「The End」の後に「An MGM Tom and Jerry CARTOON」が演出されたが、「MADE IN HOLLYWOOD, U.S.A.」は演出されなかった。

## 日本でのテレビ放映
TBS系および他系列で1964年～1990年頃まで時折放映された。DVDにも収録。